# Monte Crot
Il monte Crot è una montagna delle Dolomiti di Zoldo.
È un modesto rilievo che intesta ad est la dorsale del Fertazza, con forcella Pecol a separarli. Domina da ovest il passo Staulanza, ponendosi a nord del Civetta e a ovest del Pelmo.
Si articola in due cime: la principale è quella settentrionale (2.169 m s.l.m.), dove è stata eretta una croce, mentre su quella a meridione (2.158 m) convergono i confini comunali di Selva di Cadore, Val di Zoldo e Alleghe. Entrambe le vette sono raggiungibili abbastanza facilmente in poco più di un'ora tramite una vecchia mulattiera militare (parte della cosiddetta "linea gialla" in difesa dei confini nordorientali) e poi per un sentiero più accidentato. Nonostante la modesta altitudine, dalla cima si gode di un'ampia vista che spazia, oltre che su Pelmo e Civetta, anche sulla val Fiorentina e le vette retrostanti (Marmolada e Dolomiti Ampezzane comprese).